# (1176) Lucidor
(1176) Lucidor (asteroide n.º 1176 según el MPC) es un asteroide perteneciente al cinturón de asteroides que orbita entre Marte y Júpiter. Su nombre hace referencia a una astrónoma amateur amiga del descubridor.
Fue descubierto el 15 de noviembre de 1930 por Eugène Joseph Delporte desde el Real Observatorio de Bélgica, en Uccle, Bélgica.